# Heart
Heart je americká rocková skupina, založená na začátku sedmdesátých let 20. století v Seattle. Hlavními členy skupiny jsou sestry Ann a Nancy Wilson. Jejich největším hitem byla skladba „Barracuda“ z roku 1977.
V roce 2013 byla skupina uvedena do Rock and Roll Hall of Fame.

## Diskografie

### Studiová alba
- 1976: Dreamboat Annie
- 1977: Little Queen
- 1978: Magazine
- 1978: Dog and Butterfly
- 1980: Bebe le Strange
- 1982: Private Audition
- 1983: Passionworks
- 1985: Heart
- 1987: Bad Animals
- 1990: Brigade
- 1993: Desire Walks On
- 2004: Jupiters Darling
- 2010: Red Velvet Car
- 2012: Fanatic
- 2016: Beautiful Broken